# Les Pechs-du-Vers
Les Pechs-du-Vers é uma comuna francesa na região administrativa da Occitânia, no departamento de Lot. Estende-se por uma área de 26.21 km², e possui 311 habitantes, segundo o censo de 2018, com uma densidade de 12 hab/km².
Foi criada, em 1 de janeiro de 2016, a partir da fusão das antigas comunas de Saint-Cernin e Saint-Martin-de-Vers.